# Lycodon bibonius
Lycodon bibonius là một loài rắn trong họ Rắn nước. Loài này được Ota & Ross miêu tả khoa học đầu tiên năm 1994.